# Anadolu Selçukspor
O Anadolu Selçukspor (mais conhecido como Selçukluspor e recentemente também por 1922 Konyaspor) é um clube profissional de futebol turco com sede na cidade de Cônia, capital da província homônima, fundado em 1955. Disputa atualmente a Terceira Divisão Turca.
Suas cores oficiais são o verde e o branco. Manda seus jogos no Selçuk Üniversitesi 15 Temmuz Stadyumu, com capacidade para 1,500 espectadores.

## Curiosidade
No que se refere ao nome, a inclusão da palavra Selçuk (em turco, açúcar) remete às raízes do antigo Konya Şelçukspor Kulübü, extinto clube da cidade formado por trabalhadores da fábrica de açúcar local. Cônia é até hoje um dos maiores produtores de açúcar da Turquia.

## Campanhas de destaque
- Vencedor dos Playoffs da Quarta Divisão Turca (1): 2007–08
- Playoffs da Terceira Divisão Turca (semifinais): 2008–09 e 2010–11